# Química de proteínas
A Química de Proteínas é um ramo da Bioquímica que estuda as proteínas usando métodos da Química Analítica. Ela é a área da ciência relacionada à obtenção, purificação de proteínas, investigação da estrutura e função das proteínas e controle e engenharia de proteínas.
Esta área de pesquisa contribui em várias indústrias em uma ampla variedade de aplicações, incluindo pesquisa clínica e farmacêutica. Um dos experimentos mais ambiciosos em química de proteínas é o estudo de como a estrutura de uma proteína afeta sua função. Muitas das pesquisas nesse campo dependem de medições físicas (geralmente espectroscópicas) e/ou protocolos químicos (geralmente modificações covalentes). As medições físicas também podem incluir métodos de difração, térmica ou espectrometria, bem como modelagem computacional in silico.
Dentro deste campo incluem-se:
- a sequenciação de proteínas e análise química dos aminoácidos que as constituem;
- a produção de derivados químicos de proteínas, através da reacção de determinados compostos com as cadeias laterais de aminoácidos;
- a aplicação de métodos espectroscópicos para a determinação das estruturas secundárias, terciárias e quaternárias de proteínas, como a espectroscopia de ressonância de Raman, a espectrometria de massa ou o dicroismo circular;
- a síntese de péptidos para fins de investigação ou industriais.